# Korejski poluotok
Korejski poluotok je poluotok u istočnoj Aziji. Okružen je Japanskim morem na istoku, Istočnim kineskim morem na jugu, Žutim morem na zapadu i Korejskim prolazom koji spaja prve dvije vodene mase. Sjeverna granica poluotoka poklapa se s granicom Sjeverne Koreje i Kine, odnosno Rusije i ide tokom rijeka Yalu i Tuman.
Ukupno s otocima korejski poluotok obuhvaća površinu od 220.847 km2.
Na Korejskom poluotoku ili Koreji nalaze se dvije države: Demokratska Narodna Republika Koreja (Sjeverna Koreja) i Republika Koreja (Južna Koreja), međusobno odijeljene crtom sjeverno od 38. paralele. U sjevernom dijelu poluotoka gorje Pepi Shan (2541 m) i Ch’angpai Shan (Paektusan, 2744 m), na istoku Taebaek, u južnom području Sobaek. Zapadni i jugoistpčni dio čine nizine. Klima u sjevernim krajevima je kontinentalna (oko 600 mm padalina godišnje), na jugu oceanska (oko 1500 mm padalina). Rijeke: Yalu, Chong-chon, Han. Akumulacijska jezera: Changjin, Pujén, Suiho i dr., iskorištavaju se za proizvodnju elektroenergije i natapanje. Planinska područja su pod četinjačama, u nižim dijelovima listopadno drveće. Na jugozapadu su šume bambusa. Zapadna obala je razvedenija od istočne. Stanovnici su Korejci. Južni krajevi su gusto, a sjeverni rjeđe naseljeni. Službeni jezik je korejski. Koreji pripadaju otoci Cheju i Ullung Do. 

## Povijest
Koreju su u prapovijesti naseljavala plemena mandžursko-mongolskoga i malajskoga podrijetla. U 1. stoljeću formirana su kraljevstva: Koguryŏ na sjeveru, Paekche na jugozapadu te Silla na jugoistoku, koja ih je kao najjača u 7. stoljeću pokorila. 935. zemlja je potpala pod vlast Wang Kona, koji je osnovao kraljevstvo Koryo (otuda i naziv Koreja). Od 1231. do 1364. Koreja je pod mongolskom okupacijom. 1392. vojskovođa Yi Song-gye srušio je dinastiju Wang i proglasio se kraljem (dinastija Yi, do 1910.) i premjestio (1394.) prijestolnicu u Hanyang (današnji Seoul). Od 1592. do 1598. Koreja priznaje vlast Japana. 
Od 1627. do 1895. morala je priznavati suverenitet madžursko-kineskoga vladara. Nakon kinesko-japanskoga rata (1894. – 1895) Koreja je neovisna, a nakon rusko-japanskoga rata postaje protektoratom (1905.) Japana, koji ju je 1910. anektirao. Deklaracijom na Kairskoj konferenciji 1943. zajamčena je neovisnost Koreje, a to je potvrđeno i na Potsdamskoj konferenciji 1945. U ratu protiv Japana sovjetske trupe ušle su u kolovozu 1945. u Koreju sa sjevera, iz Mandžurije, a američke u rujnu 1945. s juga. Granica između obiju zona utvrđena je na 38. paraleli, koja je tijekom vremena postala granicom između Republike Koreje (Južne) i DNR Koreje (Sjeverne). Godine 1950. izbio je Korejski rat između dviju Koreja.

## Reljef
Planine pokrivaju 70% Korejskog poluotoka, često prelazeći visinu od 1.500 metara. Obradivo zemljište je maleno i rijetko. Najveća su polja oko Pjongjanga, te nizina oko rijeke Han. Poluotok ima više planina na sjeveru i istoku, s najvišim planinama (uključujući Paektu-san s 2.744 metara visine) na sjeveru.
Poluotok ima 8.460 km obale, s time da su južne i zapadne obale posebno razvedene; većina od 3.579 otoka koji pripadaju poluotoku smještena je duž zapadnih i južnih obala.
Teren na korejskom poluotoku je naboran, prekriven niskim planinama. Većina stijena je prekambrijskog porijekla, iako se mogu naći izolirane nakupine paleozoičkih, mezozoičkih i kenozoičkih stijena.
Na poluotoku ne postoje aktivni vulkani, međutim, planina Baekdu na sjeveru i Hallasan na jugu imaju kraterska jezera, što ukazuje da su bili aktivni ne tako davno. Za Otok Ulleung u Japanskom moru se vjeruje da je vulkanskog porijekla. Također, termalni izvori koji ukazuju na vulkansku aktivnost rašireni su duž poluotoka. Prosječno, na poluotoku se bilježe dva potresa godišnje, ali nemaju veliki efekt.

## Klima
Klima poluotoka je prilično različita na njegovom sjevernom i južnom dijelu. Dok sjeverni dio ima pretežno kontinentalnu klimu, južni je dio pod utjecajem istočnokorejske tople struje, te ima relativno toplu i vlažnu klimu. Razlika u prosječnoj temperaturi između sjevernog i južnog dijela kreće se i do 20 °C. 
Cijeli poluotok je, međutim, pod utjecajem istih vremenskih ciklusa, uključujući istočnoazijske monsune u sredini ljeta i česte uragane na jesen. Većina kišnih padalina događa se tijekom ljeta, a gotovo polovica u sezoni monsuna. Zime su hladne, sa siječanjskim temperaturama obično ispod nule, a padaline su rijetke osim na planinama.

## Pogledajte još
- Koreja
- Sjeverna Koreja
- Južna Koreja